# Port lotniczy Hermosillo
Port lotniczy Hermosillo – międzynarodowy port lotniczy położony w pobliżu Hermosillo. Jest największym portem lotniczym w stanie Sonora.

## Linie lotnicze i połączenia

### Air Taxi
- Aéreo Servicio Guerrero (Guaymas, Guerrero Negro, Loreto, Santa Rosalía)

### Krajowe
- Aero California (Guadalajara, La Paz, Meksyk, Monterrey, Tijuana)
- Aeroméxico (Meksyk, Tijuana)
  - Aeroméxico Connect (Chihuahua, Ciudad Juárez, Ciudad Obregón, Culiacán, Guadalajara, La Paz, Loreto, Los Mochis, Mazatlán, Mexicali, Monterrey, Puerto Peñasco, Tijuana, Torreon)
- Aviacsa (Meksyk, Monterrey, Tijuana)
- Avolar (Tijuana)
- VivaAerobus (Monterrey)
- Volaris (Guadalajara, Toluca, Monterrey, Puebla)

### Międzynarodowe
- Aeroméxico
  - Aeroméxico Connect (Las Vegas, Los Angeles, Phoenix, Tucson)
- US Airways
  - US Airways Express obsługiwane przez Mesa Airlines (Phoenix)